# Катастрофа Ан-12 в Двайере
Катастрофа Ан-12 в Двайере — авиационная катастрофа, произошедшая в среду 18 мая 2016 года во время взлёта самолёта Ан-12Б в аэропорту Двайер в провинции Гильменд в Афганистане.
Арендованный у азербайджанской компании Silk Way Airlines самолёт был предназначен для выполнения грузовых перевозок внутри Афганистана. В Двайер самолёт прибыл из афганского города Баграма и направлялся в туркменский Мары на дозаправку. Груза на борту не было.
На борту в момент крушения находились 9 членов экипажа. Выжить удалось только двоим.

## Самолёт
Потерпевший крушение самолёт Ан-12Б был собран в 1963 году в Ташкенте. За свою историю самолёт был четырежды основательно отремонтирован. Последний раз — в 1991 году. Срок эксплуатации самолёта заканчивался в октябре 2016 года. После этого самолёт должен был отправиться на технический осмотр для дальнейшего решения о возможности его эксплуатации.

## Экипаж
| Имя члена экипажа               | Гражданство | Должность                 | Год рождения   |
| ------------------------------- | ----------- | ------------------------- | -------------- |
| Рашид Рахманович Шайданов       | Узбекистан  | командир воздушного судна | 1953 (63 года) |
| Алтай Октай оглы Абдуллаев      | Азербайджан | второй пилот              | 1971 (45 лет)  |
| Назим Оруджали оглы Асадуллаев  | Азербайджан | штурман                   | 1968 (48 лет)  |
| Надир Адыгезал оглы Рзаев       | Азербайджан | бортмеханик               | 1964 (52 года) |
| Фирдоуси Шир оглы Шахвердиев    | Азербайджан | радиооператор             | 1964 (52 года) |
| Азер Агакиши оглы Зульфиев      | Азербайджан | бортоператор              | 1973 (43 года) |
| Руслан Владимирович Заднипрянец | Украина     | авиатехник                | 1969 (47 лет)  |
| Андрей Николаевич Ганжа         | Украина     | авиатехник                | 1955 (61 год)  |
| Ремзи Мамутович Алиев           | Украина     | авиатехник                | 1963 (53 года) |

## Катастрофа
18 мая самолёт Ан-12Б азербайджанской компании Silk Way Airlines из аэропорта Двайере (куда он прибыл из Баграма) вылетел в город Мары для дозаправки. При взлёте, приблизительно в 14:30 по местному времени, самолёт потерпел крушение. Из находившихся на борту девяти членов экипажа выжили только авиатехники Андрей Ганжа и Ремзи Алиев (оба — граждане Украины), чьи состояния оцениваются как стабильно удовлетворительные.

## Расследование
Государственная администрация гражданской авиации Азербайджана организовала комиссию для расследования инцидента. 19 мая председатель комиссии начальник отдела Государственной администрации гражданской авиации Азербайджана Мухтар Керимов и члены комиссии вылетели в аэропорт Двайер для принятия участия в расследовании инцидента.
По словам директора Государственной администрации гражданской авиации Азербайджана Арифа Мамедова, первоначальной версией причины аварии является то, что самолёт при взлёте столкнулся с препятствием.
20 мая «чёрный ящик» самолёта вместе с телами погибших граждан Азербайджана был доставлен в Баку для проведения дальнейшего расследования. Члены комиссии встретились также с двумя раненными в больнице Кандагара для выяснения деталей.